# La Chapelle-Montmartin
La Chapelle-Montmartin è un comune francese di 418 abitanti situato nel dipartimento del Loir-et-Cher nella regione del Centro-Valle della Loira.

## Società

### Evoluzione demografica
Abitanti censiti